# Hans Luder (Architekt)
Hans Luder (* 9. März 1913 in Solothurn; † 1. Mai 1997 in Basel) war ein Schweizer Architekt und Stadtbaumeister von Solothurn und Kantonsbaumeister in Basel.

## Leben und Beruf
Nach dem Architekturstudium und Diplom an der ETH in Zürich bei Salvisberg arbeitete er bis 1946 in dessen Büro, das nach Salvisbergs Tod von Roland Rohn geführt wurde. Daneben führte er aber auch ein eigenes Büro in Solothurn, bei dem er bereits eigene Entwürfe verwirklichen konnte und Wettbewerbserfolge verzeichnete. In Solothurn wurde er 1946 zum Stadtbaumeister gewählt. Dieses Amt hatte er bis 1961 inne. In dieser Funktion war er als Kommissionsmitglied von 1947 bis 1958 an der Erstellung des Denkmalschutzinventars des Kantons beteiligt und kümmerte sich um die Durchsetzung der damals neuen Juraschutzzone. 1961 wurde er zum Kantonsbaumeister Basels ernannt und blieb dort bis zur Pensionierung 1978. Luder hat auch in seinen öffentlichen Ämtern Gebäude entworfen und sich nicht darauf beschränkt, die Vergabe von Bauvorhaben zu begleiten. Dabei sei die «Architektur als Form sozialen Verhaltens» sein Anliegen gewesen, in der «Inhalt Raumform wird».

## Werke (Auswahl)
- Malerhaus, Solothurn 1938.
- Uhrenfabrik, Langendorf 1939 (abgebrochen)
- Landhaus, Riedholz 1939 (mit Anbau Tierarztpraxis 1963)
- Bauernhaus, Riedholz 1940.
- 450-Jahrfeier Schlacht bei Dornach, Festspielarchitektur, Solothurn, 1949.
- Bieltordurchgang, Solothurn 1958.
- Ferienhaus, Freiberge 1958 (Umbau)
- Landhaus, Sanierung und Umbau, Solothurn 1958
- Werkgebäude, Solothurn 1959.
- Abdankungshalle St. Katharinen, Anbau, Solothurn 1959.
- Atelierhaus, Buchegg 1958–1960
- Wohnhaus, Solothurn 1960.
- Gartenbad, Solothurn 1960–1962
- Anbau Antikenmuseum, Basel 1966.
- Koloniehaus Basel, Saanenmöser 1967.
- Primarschulhaus Vogelsang, Basel 1967.
- Schliesse, Sonnenbad und Freizeitanlage Basel 1972.
- Erweiterung Musikakademie, Projekt, Basel 1972.
- Strafanstalt Bostadel, Menzingen 1977.

## Belege
1. ↑  Etwa den zweiten Preis zur Regionalplanung der Umgebung Solothurns, vgl. Schweizerische Bauzeitung. Bd. 123 (1944) Heft 19, S. 231. (online)
2. ↑  Rolf Gutmann: Nur Raum kann wohnlich sein. Hans Luder zum Gedenken. Nachruf in: Werk, Bauen + Wohnen. Bd. 84 (1997) Nr. 7/8, S. 58. (online)